# Irueste
Irueste es un municipio y localidad española de la provincia de Guadalajara, en la comunidad autónoma de Castilla-La Mancha. El término municipal, ubicado en la comarca de La Alcarria, tiene una población de 86 habitantes (INE 2024).

## Situación
La villa está ubicada a unos 37 km de la capital de la provincia, en el fondo del valle del arroyo de San Andrés, afluente del río Tajuña, entre el citado arroyo y la pendiente que sube al páramo alcarreño, orientada al norte. Su término municipal limita con los de Romanones, Balconete, Yélamos de Abajo, Valfermoso de Tajuña y Peñalver.

## Historia
El nombre de la villa tiene un evidente origen prerromano y su etimología se asemeja mucho al idioma vasco, emparentado con el que usaban los pueblos carpetanos y celtíberos que habitaban esta comarca y leído en este idioma vendría a significar ciudad con empalizada. 
Irueste perteneció en calidad de aldea al alfoz o común de villa y tierra de Guadalajara desde el año 1133, poco después de la Reconquista cristiana (año 1085), hasta el siglo XVII (año 1647), en que sus vecinos compraron el villazgo al rey Felipe IV. En diciembre de 1575, en la contestación al censo de aquel rey, declararon los representantes del concejo que:

hay una Yglesia cuya advocación es de Nuestra Señora de la Zarza, es curado sin beneficios otros: tiene tres retablos con el mayor, y el uno colateral le mandó hacer el Bachiller Juan Luis, Clérigo y Vecino que fue de este pueblo, dexó cien mil maravedis para dar á censo, y del rédito de cada un año se dicen diez misas en los días de Nuestra Señora, y lo que sobra es para dote á una huérfana natural de este pueblo.

A mitad del siglo siguiente, aprovechando el despoblamiento y la pobreza de sus habitantes, don Juan de Morales Barnuevo, caballero de Guadalajara, que ya poseía el villazgo de la vecina Romanones compró los derechos sobre Irueste, la convirtió en villa de señorío y pasó a denominarla Valdemorales, aunque este nombre no perduró en el tiempo. 
En los primeros días de diciembre de 1710, durante la guerra de Sucesión, el ejército austracista, formado por ingleses, holandeses, austríacos y catalanes, que venía huyendo tras el intento de ocupar Madrid, recorrieron el valle por el camino Real en dirección a Aragón y Cataluña, pasando entre la ermita y el puente medieval. Dos días después tuvo lugar la decisiva batalla de Villaviciosa (Brihuega), ganada por las tropas borbónicas. 
Irueste recuperó su independencia y nombre tradicional tras decretarse el fin de los señoríos por las Cortes de Cádiz y el Trienio Liberal, en el primer tercio del siglo XIX.
A mediados del siglo XIX, el lugar contaba con una población censada de 136 habitantes. La localidad aparece descrita en el noveno volumen del Diccionario geográfico-estadístico-histórico de España y sus posesiones de Ultramar de Pascual Madoz de la siguiente manera:

IRUESTE: v. con ayunt. en la prov. de Guadalajara (4 leg.), part. jud. de Brihuega (3 1/2), aud. terr. de Madrid (11), c. g. de Castilla la Nueva, dióc. de Toledo (23): sit. al pie de una cuesta con esposicion al N., goza de buena ventilacion y clima sano, sin que se conozcan enfermedades especiales: tiene 60 casas, la consistorial, escuela de instruccion primaria frecuentada por 20 alumnos, á cargo de un maestro dotado con 800 rs.; una igl. parr. (La Purísima Concepcion), servida por un cura cuya plaza es de térm. y de provision real, previo concurso. térm.: confina con los de Yelamos de Abajo y Arriba, Peñalver y Valfermoso de Tajuña; dentro de el se encuentra una erm. (El Sto. Cristo) y varias fuentes de buenas aguas, que proveen á las necesidades del vecindario. El terreno llano en su mayor parte como de Alcarria, es de buena calidad; le baña un pequeño arroyo sin nombre. caminos: los que dirigen á los pueblos limítrofes, y la carretera que desde Madrid conduce á los baños de Trillo. correo: se recibe y despacha en la adm. de Brihuega. prod.: trigo, centeno, cebada, avena, aceite, vino, cáñamo y judias; se cria ganado lanar y cabrío, y las caballerías necesarias para la agricultura; hay caza de liebres, conejos y perdices. ind.: la agrícola y algunos de los oficios mas indispensables. comercio: esportacion del sobrante de frutos, algun ganado y lana, é importacion de los art. de consumo que faltan. pobl.: 56 vec., 136 alm. cap. prod.: 941,250 rs. imp.: 75,300. contr.: 3,950. presupuesto municipal: 1,100, se cubre con los fondos de propios.
(Madoz, 1847, pp. 446-447)

Durante el siglo XX el pueblo pasó los tres años de guerra civil en el lado republicano, con pocas pérdidas materiales y humanas. A día de hoy cuenta con Hospedaje en El Molino de la Mora.

## Demografía
Irueste cuenta con una población de 86 habitantes (INE 2024).
| Gráfica de evolución demográfica de Irueste entre 1842 y 2021                                                       |
| |
| Población de derecho según los censos de población del INE Población de hecho según los censos de población del INE |

| 70            | 75 | 67 | 65 | 64 | 67 | 65 |
| (Fuente: INE) |    |    |    |    |    |    |